# سنفورة (حشرة)
السِّنفورة هو جنس حشرات من الفصيلة الطيثارية. الأنواع كبيرة (نحو 20 مم ، ذات جناحي 25 مم)، سوداء لامعة ذات بقع كبيرة صفراء أو برتقالية أو حمراء لتقليد الدبابير. لدى الذكور زباني تشبه المشط. اليرقات هي آكلات الحتات. تقتصر الأنواع على الغابات النفضية القديمة والبساتين والموائل الأخر مع استمرار وجود الأشجار المحتضرة والمتساقطة. أنواعها هي مؤشرات حيوية مهمة. أشهر أنواعها سنفورة مرحة.